# 이현식
이현식(李炫植, 1996년 3월 21일 ~ )는 대한민국의 축구 선수로, 포지션은 공격형 미드필더, 중앙 미드필더, 오른쪽 풀백이며 현재 대전 하나 시티즌에서 김천 상무로 군 복무 하고있다.

## 구단 경력
이현식은 2018 시즌을 앞두고 강원 FC에 입단하면서 커리어를 시작했다.
2021년 1월 12일, K리그2의 대전 하나 시티즌으로 이적하였다.